# Leo Hendrikx
Leonard Willem Marie (Leo) Hendrikx (Roermond, 23 september 1923 – Heythuysen, 2 april 2023) was een Nederlandse Engelandvaarder.

## Tweede Wereldoorlog
Hendrikx was een 16-jarige gymnasiast toen in 1940 de Duitse bezetters zijn woonplaats Horn binnenmarcheerden. Met vrienden maakte hij een plan om naar Engeland te gaan, om zich aan te sluiten bij de Nederlandse krijgsmacht.
Hij vertrok in 1941. Via Spanje en Curaçao kwam Hendrikx terecht in Noord-Amerika, waar hij een training van drie maanden als militair kreeg. In 1942 vertrok hij als basis militair per schip naar Groot-Brittannië, waar hij werd opgeleid tot jachtvlieger op de Spitfire. Op 21 april 1944 ontving hij zijn militair vliegbrevet. In maart 1945 kwam hij bij het 322 Dutch Squadron RAF, dat gestationeerd was in Schijndel.
Net voor de bevrijding in 1945 werd hij boven de Warkense Molen in Warnsveld neergehaald door Duits luchtafweergeschut. Hij liep daarbij ernstige brandwonden op. Hendrikx werd gevangen genomen door de Duitsers, maar werd twee weken later, op 13 mei 1945, door de Canadezen bevrijd.

## Na de oorlog
Na de oorlog vloog Hendrikx nog drie jaar bij de luchtmacht. Hij studeerde aan de Universiteit van Wageningen en ging daarna werken als manager bij Heineken. Tot 1955 vloog hij nog geregeld Spitfire en Gloster Meteor.
In 2021 vloog hij, als 97-jarige, nog eenmaal met een Spitfire.

## Overlijden
Hendrikx overleed in april 2023, op 99-jarige leeftijd, als een van de nog laatst levende Engelandvaarders. Ook was hij de oudste nog levende vlieger van de luchtmacht, die tijdens de Tweede Wereldoorlog heeft gevlogen. Zijn afscheidsdienst in Horn, op 8 april 2023, werd onder anderen bijgewoond door burgemeester Désirée Schmalschläger van de gemeente Leudal en Marco Kroon, drager van de Militaire Willemsorde. Als eerbetoon vloog tijdens het binnendragen van de kist in de Sint Martinuskerk een Spitfire in een missing man-formatie boven het kerkplein.

## Onderscheidingen
- Kruis van Verdienste
- Draaginsigne Gewonden[10]
- Ereteken voor Orde en Vrede[11]
- Oorlogsherinneringskruis
- Verzetsherdenkingskruis
- The 1939 to 1945 Star (Verenigd Koninkrijk)
- The France and Germany Star (Verenigd Koninkrijk)[8]